# Perieți (Ialomița)
Perieți è un comune della Romania di 3 591 abitanti, ubicato nel distretto di Ialomița, nella regione storica della Muntenia.
Il comune è formato dall'unione di 5 villaggi: Fundata, Misleanu, Păltinișu, Perieți, Stejaru.